# Herzog Anton Ulrichmuseet

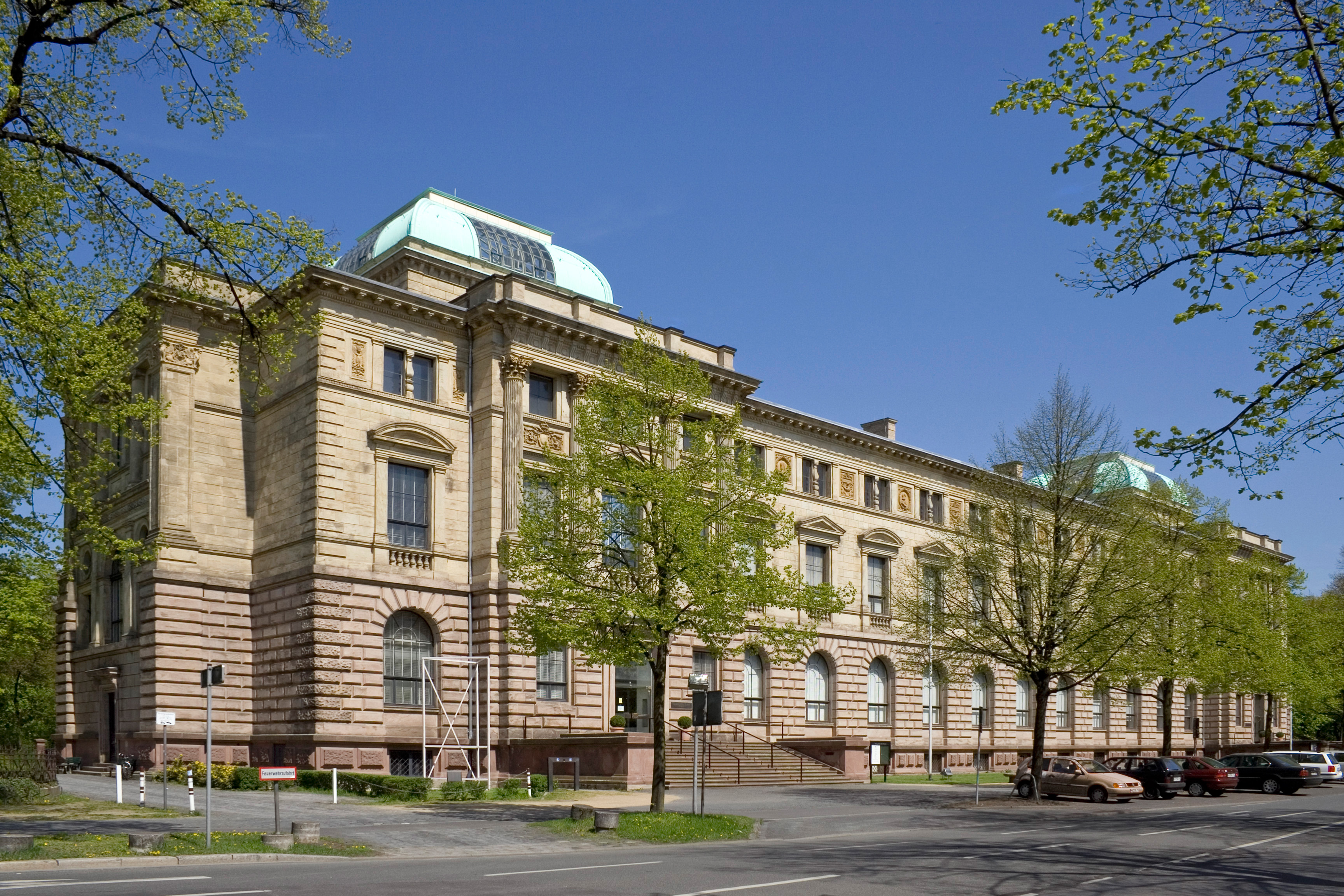

Herzog Anton Ulrichmuseet  är ett konstmuseum i Braunschweig i Niedersachsen.
Herzog Anton Ulrichmuseet grundades 1754 och är därmed ett av Europas äldsta museer. Det inhyser en samling av äldre europeiska målare, däribland Lucas Cranach den äldre, Hans Holbein, Van Dyck, Vermeer, Peter Paul Rubens, och Rembrandt. Museet är baserat på hertig Anton Ulrik av Braunschweig-Wolfenbüttels (1633–1714), konstsamling på slottet Schloss Salzdahlum, efter vilken det är namngivet. I vissa kataloger refereras till Bilder-Galerie zu Salzthalen som namn på konstsamlingen.
The Copperplate Cabinet, with its over 100,000 pieces of print graphics and 10,000 drawings, is of great importance. There are also rotating exhibitions of art and craftwork from all over the world. Among items is the journal of Matthaeus Schwarz, an accountant very interested in fashion who documented his outfits throughout his adult life at a time when it was thought that people not of the highest rank dressed drably, the first known fashion book.
Den nuvarande museibyggnaden öppnades 1887. Arkitekten Oskar Sommer ritade den i italiensk renässansstil.

## Bildgalleri

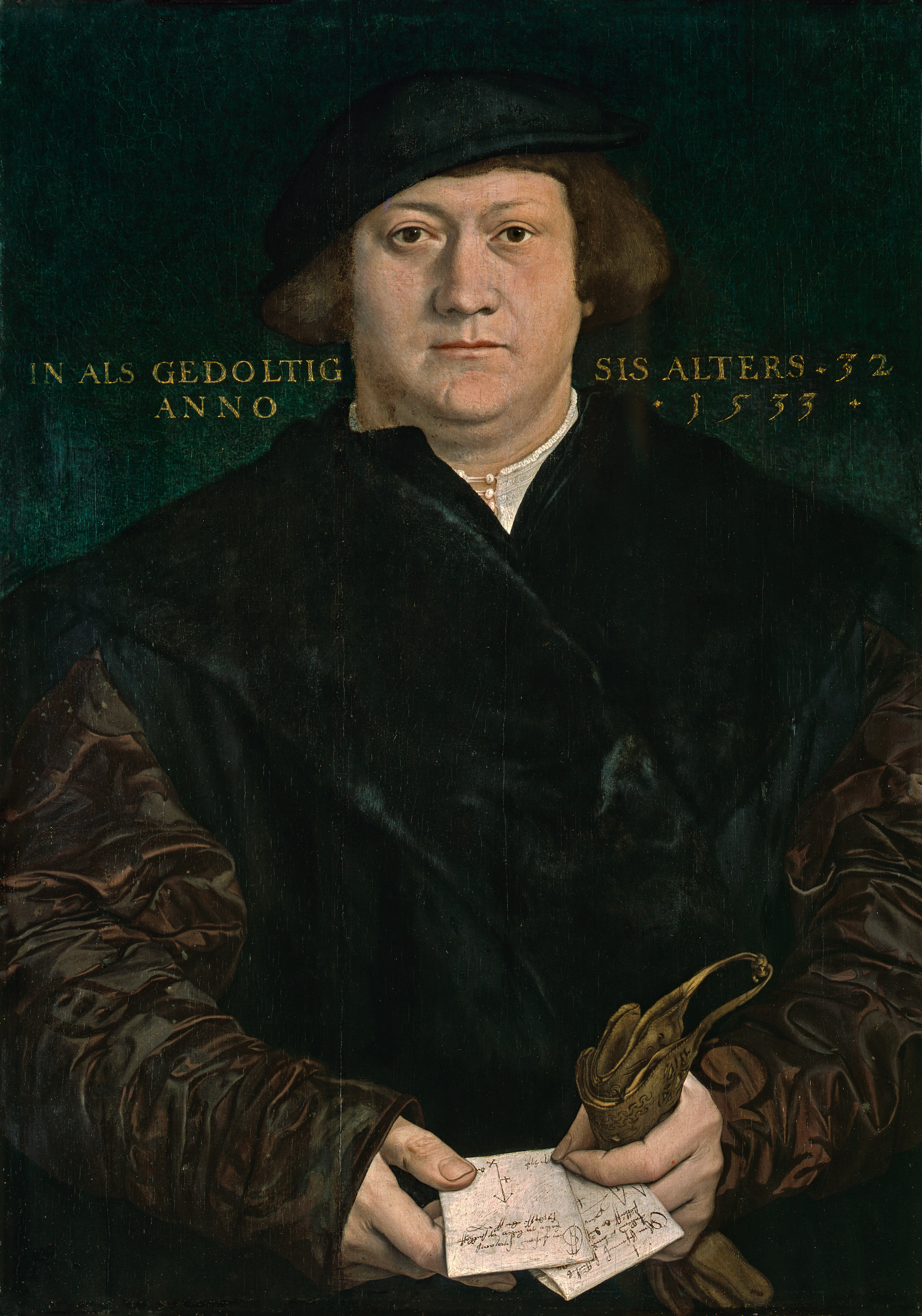
Porträtt av Cyriacus Kale av Hans Holbein den yngre, 1533
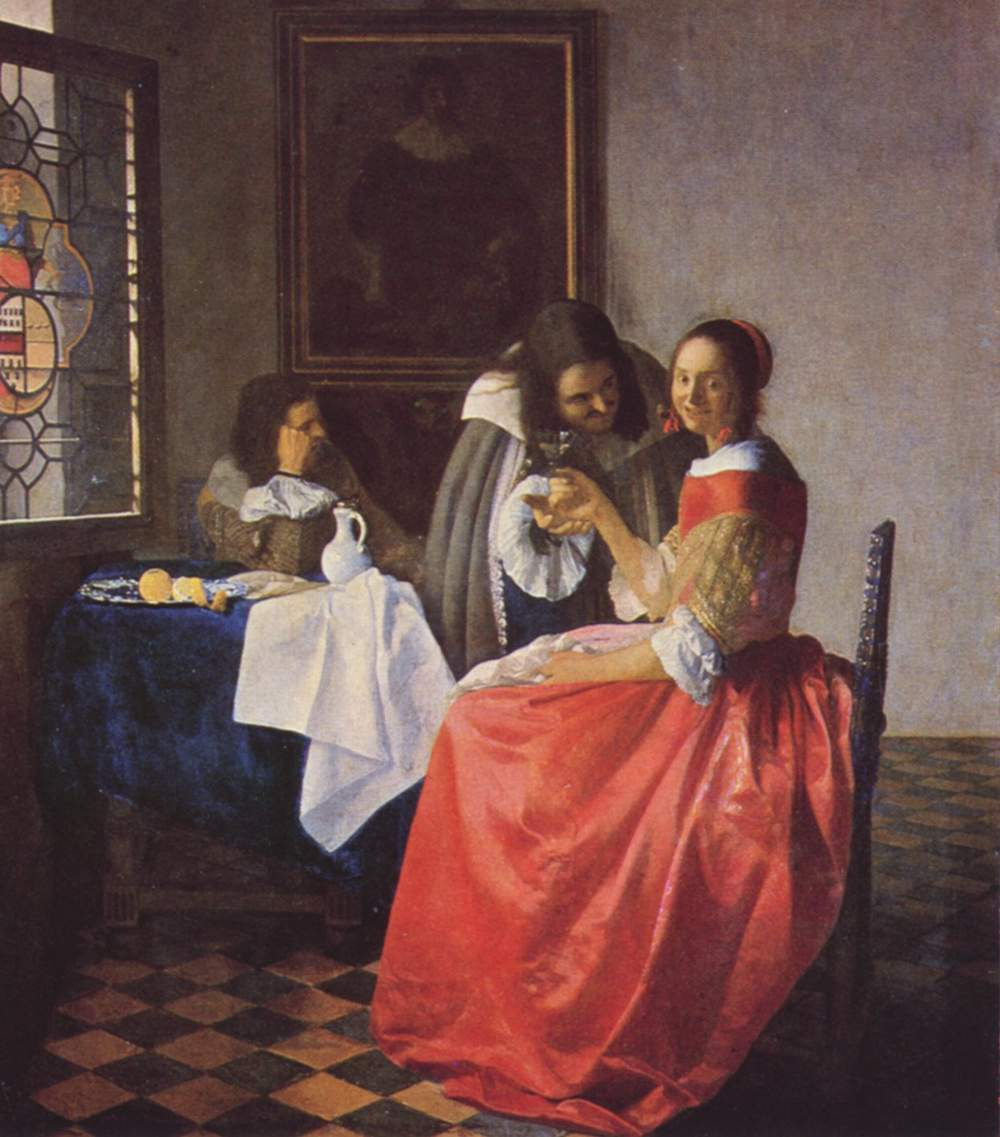
Flickan med vinglaset av Johannes Vermeer, omkring 1659
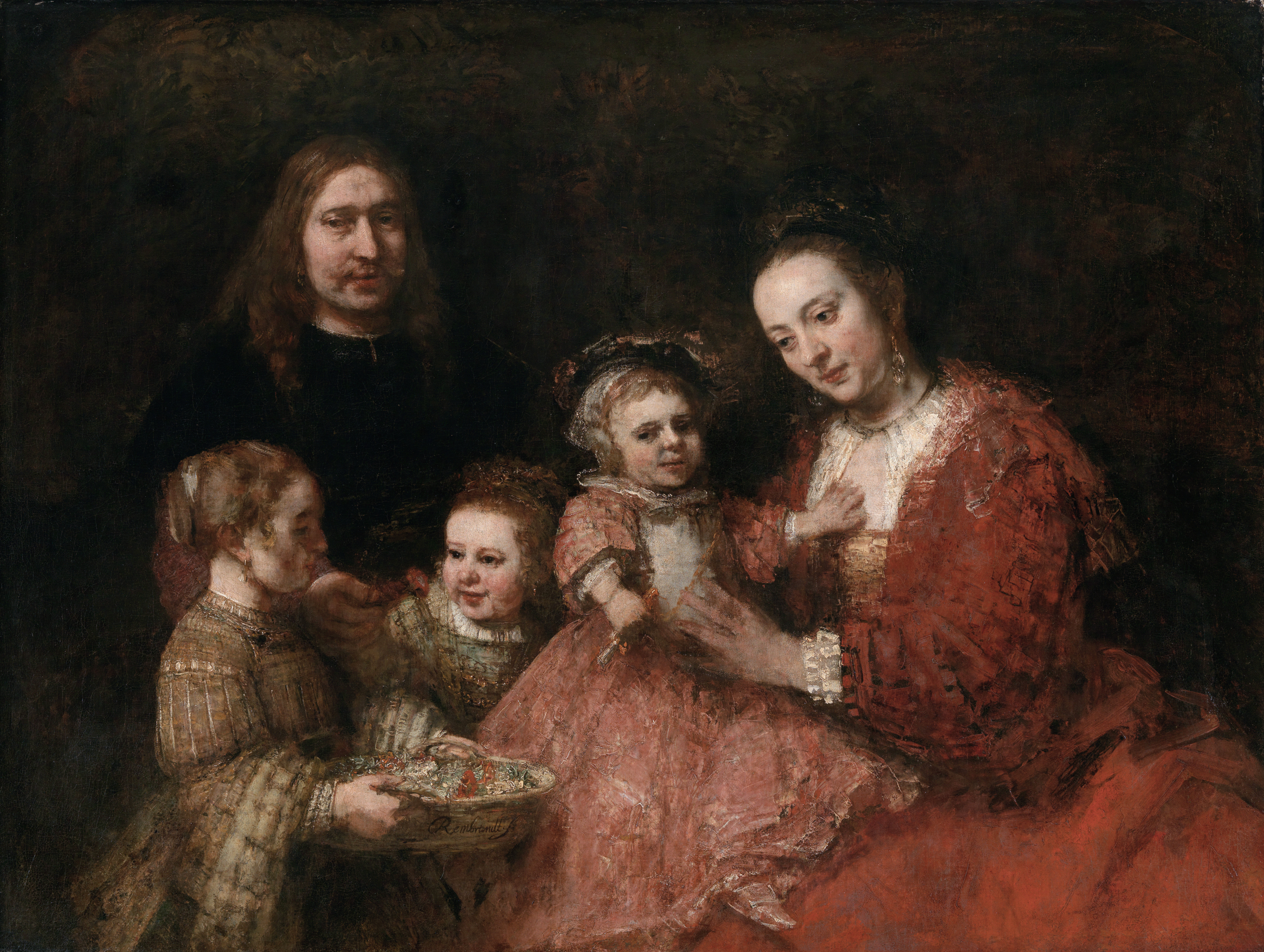
Porträtt av en familj av Rembrandt, 1668/69